# Il est parmi nous
Ne doit pas être confondu avec Ils sont parmi nous.
Il est parmi nous (titre original : He Walked Among Us) est un roman de science-fiction de Norman Spinrad, publié en 2003.
Le roman a été publié en France chez J'ai lu en 2007 (no 9380) puis chez Fayard en 2009.

## Résumé
Un soir de pluie, dans une petite ville de province américaine, Jimmy Balaban, agent d'artistes en voie de déclassement, fait la connaissance d'un homme mystérieux qui dit s'appeler Ralf. Celui-ci se présente comme étant un voyageur temporel, chargé d'alerter l'humanité sur la dégradation à venir de la planète (pollution, surpopulation, économie dérégulée, etc).
Grâce à Jimmy, Ralf va se faire confier l'animation d'une émission de télévision en prime-time, dans laquelle, sur un ton alerte et provocateur, il va tenter de faire diffuser son message auprès du public.
Néanmoins, Dexter Lampkin, chargé d'écrire les textes humoristiques de Ralf, le considère comme un manipulateur futé et un escroc.